# Сан-Хуан-де-Енова
Сан-Хуан-де-Енова, Сан-Джоан-де-л'Енова (ісп. San Juan de Énova (офіційна назва), валенс. Sant Joan de l'Ènova) — муніципалітет в Іспанії, у складі автономної спільноти Валенсія, у провінції Валенсія. Населення — 499 осіб (2010).

## Географія
Муніципалітет розташований на відстані близько 310 км на південний схід від Мадрида, 45 км на південь від Валенсії.

## Демографія
Динаміка населення (INE ):

## Галерея зображень

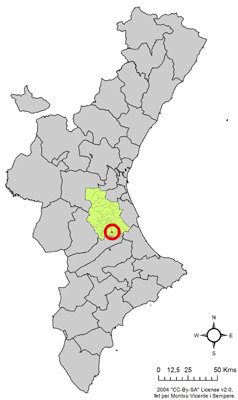
Розташування муніципалітету у автономній спільноті Валенсія
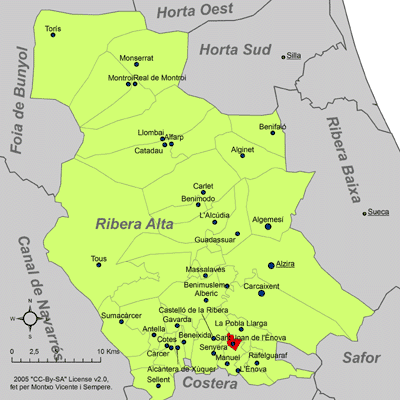
Розташування муніципалітету Сан-Хуан-де-Енова у комарці Рібера-Альта